# Grand Slam Track
La Grand Slam Track è una lega professionistica di atletica leggera, annunciata per la prima volta nel 2024 dall'ex campione olimpico statunitense Michael Johnson e la cui prima edizione si è svolta dall'aprile al giugno 2025.
Dopo l'annuncio iniziale del febbraio 2024, il nome della lega e altri dettagli sono stati resi noti in una conferenza stampa tenutasi nel giugno 2024 a Los Angeles e presentata da John Anderson.

## Sviluppo
L'ex velocista Michael Johnson, che aveva concepito l'idea della Grand Slam Track fin dagli anni Novanta, ha annunciato nel febbraio 2024 l’intenzione di lanciare una lega di atletica leggera per l'anno successivo. È stato comunicato che la lega avrebbe incluso una serie di eventi durante la stagione di atletica, da aprile a settembre, anche se alla fine gli eventi si sono svolti solo fino a giugno. Johnson, insieme al miliardario gestore di fondi speculativi Bill Ackman, avrebbe investito milioni di dollari di tasca propria nella lega.
L'annuncio della lega nel febbraio 2024 è stato accompagnato dall’intento dichiarato di aumentare la visibilità dell’atletica leggera nella coscienza pubblica e promuovere lo sport al di fuori del ciclo quadriennale dei Giochi Olimpici. Uno degli obiettivi è che la lega somigli ad altre leghe sportive, con atleti di livello globale. A differenza dei Giochi Olimpici, che si tengono ogni quattro anni, la lega Grand Slam Track si svolgerà quattro volte all’anno.
Nel maggio 2024, l'ex mezzofondista Kyle Merber ha confermato di essere stato assunto come Senior Director of Racing. La campionessa olimpica ed ex velocista Morolake Akinosun è stata annunciata come Head of Athlete Relations nel settembre 2024.
Tra i primi atleti ad aderire agli eventi nel giugno 2024 ci sono stati la due volte campionessa olimpica dei 400 m ostacoli Sydney McLaughlin-Levrone e il campione del mondo 2023 nonché medaglia d’argento olimpica 2024 nei 1500 m Josh Kerr. Nel settembre 2024 è stato confermato che Cole Hocker e Yared Nuguse, rispettivamente medaglia d’oro e di bronzo olimpica 2024 nei 1500 metri, avevano firmato per la lega. Durante lo stesso mese anche i velocisti Kenny Bednarek e Fred Kerley hanno aderito alla lega.
Il 13 settembre 2024, il sito LetsRun.com ha riportato che le sedi degli eventi Grand Slam Track sarebbero state Los Angeles, New York City, Kingston (Giamaica) e Birmingham, con gli eventi distribuiti in due settimane ad aprile e due settimane a maggio, precisando però che le informazioni non erano ancora confermate da una seconda fonte. Nel novembre 2024, Grand Slam Track ha annunciato ufficialmente le quattro sedi: Kingston, Los Angeles, Miramar e Philadelphia.
Entro il 19 dicembre 2024, è stata annunciata l’intera lista di atleti per la stagione 2025. Il roster comprendeva 13 campioni del mondo individuali, anche se spiccavano assenze importanti come quelle di Noah Lyles e Sha'Carri Richardson.

## Panoramica

### Generalità
La lega prevede quattro “Slam”, o meeting, che si svolgono da aprile a giugno. In ciascun Slam ci sono sei categorie di eventi, sia maschili che femminili, elencate più avanti. Ogni categoria comprende due discipline, nelle quali gli atleti competono nel corso di un fine settimana.
Per ogni categoria partecipano otto atleti in totale. Quattro di questi sono i “Grand Slam Racers”, ovvero atleti di alto livello che, all’inizio della stagione, sono inseriti nella lista di partenza di ciascuno dei quattro eventi Grand Slam. In tutto, ci sono quindi 48 atleti fissi presenti in ogni slam (quattro atleti per ciascuna delle sei categorie, sia maschili che femminili). Sono scelti in base al ranking mondiale e ai loro meriti sportivi, e rappresentano alcuni dei migliori al mondo. Gli altri quattro sono i “Grand Slam Challengers”, ovvero atleti emergenti che cercano di conquistare un posto come Grand Slam Racer per la stagione successiva. I Challengers cambiano da uno slam all’altro in base alle prestazioni recenti e ai potenziali accoppiamenti competitivi.
Per ogni evento individuale, i punti vengono assegnati come segue dal primo all’ottavo posto: 12, 8, 6, 5, 4, 3, 2 e 1. L’atleta con il punteggio combinato più alto tra i due eventi della propria categoria è considerato il vincitore, o campione dello Slam, di quel meeting specifico. In caso di parità, prevale l’atleta con il miglior piazzamento individuale. Se la parità persiste, si utilizza come criterio di spareggio il tempo combinato più basso.
Alla fine della stagione, un atleta maschile e uno femminile saranno proclamati "Racer of the Year" in base al punteggio totale accumulato nei quattro Slam.

### Le categorie di gara
| Tipologia       | Prima gara                            | Seconda gara |
| --------------- | ------------------------------------- | ------------ |
| Velocità breve  | 100 m                                 | 200 m        |
| Ostacoli corti  | 100 m ostacoli (F) 110 m ostacoli (M) | 100 m        |
| Velocità lunga  | 200 m                                 | 400 m        |
| Ostacoli lunghi | 400 m ostacoli                        | 400 m        |
| Corte distanze  | 800 m                                 | 1500 m       |
| Lunghe distanze | 3000 m                                | 5000 m       |

### I montepremi
La Grand Slam Track offre agli atleti l’opportunità di guadagnare oltre 400 000 dollari statunitensi vincendo, nella propria categoria di gara, tutti e quattro gli Slam di un'edizione.
| Pos. | Montepremi per slam |
| ---- | ------------------- |
| 1°   | $100,000.00         |
| 2°   | $50,000.00          |
| 3°   | $30,000.00          |
| 4°   | $25,000.00          |
| 5°   | $20,000.00          |
| 6°   | $15,000.00          |
| 7°   | $12,500.00          |
| 8°   | $10,000.00          |

## Edizioni
| N. | Anno | Meeting                                | Meeting                             | Meeting                                               | Meeting                                     |
| -- | ---- | -------------------------------------- | ----------------------------------- | ----------------------------------------------------- | ------------------------------------------- |
| 1  | 2025 | Kingston Grand Slam Track 4 - 6 aprile | Miami Grand Slam Track 2 - 4 maggio | Philadelphia Grand Slam Track 30 31 maggio - 1 giugno | Los Angeles Grand Slam Track 27 - 29 giugno |

## I record della manifestazione

### Maschili
| Specialità     | Prestazione      | Atleta            | Nazione       | Data           | Luogo        |
| -------------- | ---------------- | ----------------- | ------------- | -------------- | ------------ |
| 100 m piani    | 9"86 (+0,8 m/s)  | Kenny Bednarek    | Stati Uniti   | 1 giugno 2025  | Philadelphia |
| 200 m piani    | 19"84 (+0,2 m/s) | Kenny Bednarek    | Stati Uniti   | 4 maggio 2025  | Miami        |
| 400 m piani    | 43"98            | Jacory Patterson  | Stati Uniti   | 3 maggio 2025  | Miami        |
| 800 m piani    | 1'43"38          | Marco Arop        | Canada        | 31 maggio 2025 | Philadelphia |
| 1 500 m piani  | 3'34"44          | Josh Kerr         | Gran Bretagna | 1 giugno 2025  | Philadelphia |
| 3 000 m piani  | 7'51"55          | Hagos Gebrhiwet   | Etiopia       | 6 aprile 2025  | Kingston     |
| 5 000 m piani  | 13'40"32         | Grant Fisher      | Stati Uniti   | 4 maggio 2025  | Miami        |
| 110 m ostacoli | 13"00 (+1,4 m/s) | Trey Cunningham   | Stati Uniti   | 3 maggio 2025  | Miami        |
| 400 m ostacoli | 47"61            | Alison dos Santos | Brasile       | 4 maggio 2025  | Kingston     |

### Femminili
| Specialità     | Prestazione      | Atleta                    | Nazione     | Data           | Luogo        |
| -------------- | ---------------- | ------------------------- | ----------- | -------------- | ------------ |
| 100 m piani    | 10"73 (+1,3 m/s) | Melissa Jefferson-Wooden  | Stati Uniti | 1 giugno 2025  | Philadelphia |
| 200 m piani    | 21"95 (+1,1 m/s) | Gabrielle Thomas          | Stati Uniti | 3 maggio 2025  | Miami        |
| 400 m piani    | 48"67            | Salwa Eid Naser           | Bahrein     | 5 aprile 2025  | Kingston     |
| 800 m piani    | 1'58"23          | Nikki Hiltz               | Stati Uniti | 4 aprile 2025  | Kingston     |
| 1 500 m piani  | 3'58"04          | Diribe Welteji            | Etiopia     | 31 maggio 2025 | Philadelphia |
| 3 000 m piani  | 8'22"72          | Hirut Meshesha            | Etiopia     | 4 maggio 2025  | Miami        |
| 5 000 m piani  | 14'25"80         | Agnes Jebet Ngetich       | Kenya       | 2 maggio 2025  | Miami        |
| 110 m ostacoli | 12"17 (+2,0 m/s) | Masai Russell             | Stati Uniti | 2 maggio 2025  | Miami        |
| 400 m ostacoli | 52"07            | Sydney McLaughlin-Levrone | Stati Uniti | 3 maggio 2025  | Miami        |